# Guilherme Antonio Arana Lopes
Guilherme Antonio Arana Lopes (São Paulo, 1997. április 14. –) brazil korosztályos válogatott labdarúgó, a brazil CA Mineiro játékosa.

## Pályafutása

### Klubcsapatokban
2005 és 2015 között volt a Corinthians akadémiájának játékosa. 2014-ben már a felnőtt keret tagja volt, de többnyire csak a kispadon kapott lehetőséget. 2015. május 7-én kölcsönbe került az Athletico Paranaense együtteséhez. Az Atlético Mineiro ellen mutatkozott be május 24-én. Június 26-án nevelőklubja visszarendelte. Szeptember 6-án a Corinthians színeiben megszerezte első bajnoki gólját a Palmeiras ellen 3–3-ra végződő találkozón.
2017. december 7-én jelentették be, hogy 12 millió euróért szerződtette a spanyol Sevilla, amely klubbal négy és fél éves szerződést írt alá, de majd csak 2018. január 1-től csatlakozott a csapathoz. 2019. augusztus 8-án vételi opcióval kölcsönbe került az olasz Atalanta csapatához. 2020. január 29-én az Atlético Mineiro 18 hónapos kölcsönszerződéssel szerződtette, amely kötelező vételi záradékot is tartalmazott. 2022. szeptember 8-án a Red Bull Bragantino elleni mérkőzésen térdsérülést szenvedett. Szeptember 16-án sikeresen megműtötték. 2023. június 6-án tért vissza sérüléséből a perui Alianza Lima ellen 1–0-ra megnyert Copa Libertadores mérkőzésen.

### A válogatottban
Részt vett a 2017-es Dél-amerikai U20-as labdarúgó-bajnokságon, amit Ecuadorban rendeztek meg. A 2021-ben megrendezett 2020. évi nyári olimpiai játékokon mind a hat mérkőzésen pályára lépett az aranyérmes válogatottban.
2020. november 18-án Alex Telles betegsége miatt bekerült az Uruguay elleni keretbe, de pályára nem lépett a felnőtt válogatottban. 2021. október 7-én mutatkozott be a 2022-es labdarúgó-világbajnokság-selejtezőjében a Venezuelai labdarúgó-válogatott ellen.

## Statisztikái

### Klubcsapatokban
Legutóbb: 2024. január 1-jén lett frissítve.
| Klub                              | Szezon   | Bajnokság | Bajnokság | Állami bajnokság | Állami bajnokság | Kupa  | Kupa  | Nemzetközi | Nemzetközi | Egyéb | Egyéb | Összesen | Összesen |
| Klub                              | Szezon   | Mérk.     | Gólok     | Mérk.            | Gólok            | Mérk. | Gólok | Mérk.      | Gólok      | Mérk. | Gólok | Mérk.    | Gólok    |
| --------------------------------- | -------- | --------- | --------- | ---------------- | ---------------- | ----- | ----- | ---------- | ---------- | ----- | ----- | -------- | -------- |
| Corinthians                       | 2014     | 0         | 0         | 0                | 0                | 0     | 0     | —          | —          | —     | —     | 0        | 0        |
| Corinthians                       | 2015     | 12        | 1         | 0                | 0                | 0     | 0     | 0          | 0          | —     | —     | 12       | 1        |
| Corinthians                       | 2016     | 10        | 0         | 6                | 0                | 2     | 0     | 1          | 1          | —     | —     | 19       | 1        |
| Corinthians                       | 2017     | 32        | 2         | 14               | 0                | 5     | 0     | 3          | 0          | —     | —     | 54       | 2        |
| Corinthians                       | Összesen | 54        | 3         | 20               | 0                | 7     | 0     | 4          | 1          | 0     | 0     | 85       | 4        |
| Athletico Paranaense (kölcsönben) | 2015     | 3         | 0         | —                | —                | 0     | 0     | —          | —          | —     | —     | 3        | 0        |
| Sevilla                           | 2017–18  | 3         | 0         | —                | —                | 0     | 0     | 0          | 0          | —     | —     | 3        | 0        |
| Sevilla                           | 2018–19  | 9         | 0         | —                | —                | 4     | 1     | 9          | 1          | —     | —     | 22       | 2        |
| Sevilla                           | Összesen | 12        | 0         | 0                | 0                | 4     | 1     | 9          | 1          | 0     | 0     | 25       | 2        |
| Atalanta (kölcsönben)             | 2019–20  | 4         | 0         | —                | —                | 0     | 0     | 0          | 0          | —     | —     | 4        | 0        |
| Atlético Mineiro (kölcsönben)     | 2020     | 37        | 4         | 8                | 2                | 1     | 0     | 2          | 0          | —     | —     | 48       | 6        |
| Atlético Mineiro (kölcsönben)     | 2021     | 26        | 1         | 7                | 2                | 6     | 1     | 10         | 1          | —     | —     | 49       | 5        |
| Atlético Mineiro (kölcsönben)     | 2022     | 20        | 0         | 9                | 2                | 3     | 0     | 9          | 1          | 1     | 0     | 42       | 3        |
| Atlético Mineiro (kölcsönben)     | 2023     | 28        | 2         | 0                | 0                | 0     | 0     | 4          | 0          | —     | —     | 32       | 2        |
| Atlético Mineiro (kölcsönben)     | Összesen | 111       | 7         | 24               | 6                | 10    | 1     | 25         | 2          | 1     | 0     | 171      | 16       |
| Összesen                          | Összesen | 184       | 10        | 44               | 6                | 21    | 2     | 38         | 4          | 1     | 0     | 288      | 22       |

## Sikerei, díjai

### Klub
- Corinthians
  - Brazil bajnokság: 2015, 2017
  - Paulista bajnokság: 2017
- Atlético Mineiro
  - Brazil bajnokság: 2021
  - Campeonato Mineiro bajnokság: 2020, 2021, 2022, 2023
  - Brazil kupa: 2021
  - Brazil szuperkupa: 2022

### Válogatott
- Brazília U23
  - Olimpiai játékok: 2020